# Le Souffle de la violence
Pour plus de détails, voir Fiche technique et Distribution.
Le Souffle de la violence (The Violent Men) est un western américain réalisé par Rudolph Maté, sorti en 1955.

## Synopsis
Parrish, un fermier, décide de vendre son ranch à Lew Wilkison, un riche propriétaire. Mais celui-ci propose à Parrish une somme ridiculement faible, il préfère pousser Parrish à quitter la région en menant sur ses terres des actions de harcèlement. En outre, l'épouse de Wilkison trompe ce dernier avec son beau-frère, Cole (devenu Carl dans la V.F.). Cole ordonne l'assassinat d'un des hommes de Parrish. Dès lors, la guerre entre les deux clans est déclarée.

## Fiche technique
- Titre : Le Souffle de la violence
- Titre original : The Violent Men
- Réalisation : Rudolph Maté
- Scénario : Harry Kleiner d'après le roman Smoky Valley de Donald Hamilton
- Production : Lewis J. Rachmil
- Studio de production : Columbia Pictures
- Musique : Max Steiner
- Photographie : W. Howard Greene et Burnett Guffey
- Montage : Jerome Thoms
- Direction artistique : Carl Anderson
- Décors : Louis Diage
- Costumes : Jean Louis
- Pays de production : États-Unis
- Format : Couleur - Technicolor - 35 mm - 2,55:1 - Son : 4-Track Stereo (Western Electric Recording) / Mono (Western Electric Recording)
- Genre : Western
- Durée : 96 minutes
- Dates de sortie :
  - États-Unis : 26 janvier 1955 (New York)
  - France : 17 juin 1955
- Affiche : Jean Mascii (France)

## Distribution
- Glenn Ford (VF : Raoul Curet) : John Parrish
- Barbara Stanwyck (VF : Lucienne Givry) : Martha Wilkison
- Edward G. Robinson (VF : Jean Martinelli) : Lew Wilkison
- Dianne Foster (VF : Monique Mélinand) : Judith Wilkison
- Brian Keith (VF : Ulric Guttinguer) : Cole Wilkison
- May Wynn (VF : Thérèse Rigaut) : Caroline Vail
- Warner Anderson (VF : Marcel Painvin) : Jim McCloud
- Basil Ruysdael (VF : Serge Nadaud) : Tex Hinkleman
- Lita Milan (VF : Lita Recio) : Elena
- Richard Jaeckel (VF : Marc Cassot) : Wade Matlock
- James Westerfield (VF : Pierre Michau) : Shérif Magruder
- Jack Kelly : De Rosa
- Willis Bouchey : Shérif Martin Kenner
- Harry Shannon (VF : Paul Villé) : Purdue

Acteurs non-crédités
- James Anderson : Hank Purdue
- John Halloran : le deuxième fermier
- Peter Hansen : George Menefee
- Katherine Warren : Mme Vail